# دائرة كورتريك
دائرة كورتريك (بالفرنسية: Arrondissement de Courtrai)‏ هي دائرة إدارية في بلجيكا، تتبع فلاندرز الغربية.

## الموقع
تشترك في الحدود مع:
- حاضرة ليل  [لغات أخرى]‏.

## التقسيمات الإدارية
- Anzegem [الإنجليزية]‏
- Avelgem [الإنجليزية]‏
- Deerlijk [الإنجليزية]‏
- هاريل بيك
- كورتريك
- كورني
- Lendelede [الإنجليزية]‏
- Menen [الإنجليزية]‏
- Spiere-Helkijn [الإنجليزية]‏
- Waregem [الإنجليزية]‏
- وفلجم
- Zwevegem [الإنجليزية]‏.